# Herkimer (ville, New York)
Ne pas confondre avec Herkimer, village de l'État de New York.
Pour les articles homonymes, voir Herkimer.
Herkimer est une ville située dans le comté de Herkimer, dans l'État de New York, aux États-Unis,. En 2010, elle comptait une population de 10 175 habitants.

## Démographie
Lors du recensement de 2010, la ville comptait une population de 10 175 habitants. Elle est estimée, en 2016, à 9 822 habitants.